# 希梅·凡泰拉
希梅·凡泰拉（1986年1月19日—），克罗地亚男子帆船运动员。他曾代表克罗地亚参加2008年、2012年、2016年和2020年夏季奥林匹克运动会帆船比赛，其中2016年奥运会获得一枚金牌。